# Каспаров Олександр Ісакович
Олександр Ісакович Каспаров (нар. 1931) — радянський працівник будівельної галузі, Герой Соціалістичної Праці.

## Біографія
Закінчив Азербайджанський політехнічний інститут (1955), інженер-будівельник. Доктор технічних наук (1996).
Дійсний член академії транспорту РФ (1996). Заслужений будівельник РРФСР (1990), Почесний громадянин Ханти-Мансійського автономного округу. Герой Соціалістичної Праці (1991). Нагороджений орденами Леніна (1985, 1991), Трудового Червоного Прапора (1963), Золотою Зіркою I ступеня (Афганістан) (1965), медалями.
У 1955-1960 рр. — в управлінні будівництва № 7 Мінтрансстроя СРСР: старший десятник, виконроб, старший виконроб; в 1960-1965 рр. — в підрозділі по будівництву автодоріг Кушка-Герат (Афганістан): старший виконроб, головний інженер; в 1966-1968 рр. — головний інженер тресту «Средаздорстрой»; в 1969-1972 рр. — головний спеціаліст, керівник групи радянських фахівців з будівництва доріг в Афганістані; у 1972-1977 рр. — головний інженер тресту «Дондорстрой»; у 1977-1981 рр .. — заступник начальника Головзахсибдорбуда, з 1981 р. — начальник, генеральний директор об'єднання «Запсибдорстрой» (м. Нижньовартовськ ХМАО).
Обирався депутатом ХМАО і Тюменського області ради народних депутатів. Делегат XIX партійної конференції (1988).

## Нагороди
- Медаль «Серп і Молот»